# Kuttycephalus
Kuttycephalus is een geslacht van uitgestorven temnospondyle Batrachomorpha (basale 'amfibieën') uit de familie Chigutisauridae dat tijdens het Trias leefde in het gebied van het huidige India.
De typesoort is Kuttycephalus triangularis, benoemd door Dhurjati Prasad Sengupta in 1995. De geslachtsnaam eert Tharavat S. Kutty als ontdekker en verbindt diens naam met een Grieks kephalè, 'hoofd', een gebruikelijk achtervoegsel in de namen van temnospondylen. De soortaanduiding betekent 'driehoekig', verwijzend naar het profiel van de schedel.
Het holotype ISI A 50 werd bij Rechni gevonden in een laag van de Maleriformatie die dateert uit het Norien. Het bestaat uit een schedel met linkeronderkaak. De specimina ISI A 51 en ISI A 52 werden toegewezen.